# Willie and the Wheel
Willie and the Wheel  es un álbum de estudio del músico estadounidense Willie Nelson y el grupo Asleep at the Wheel, publicado por la compañía discográfica Bismeaux Records el 3 de febrero de 2009. Fue nominado al Grammy en la categoría de mejor álbum de americana, aunque perdió en favor del disco de Levon Helm Electric Dirt.

## Lista de canciones
1. "Hesitation Blues" - 2:47
2. "Sweet Jennie Lee" (Walter Donaldson)  - 3:01
3. "Fan It" (Frankie Jaxson/Dan Howell) - 2:46
4. "I Ain't Gonna Give Nobody None o' This Jelly Roll" (Spencer Williams/Clarence Williams) - 3:11
5. "Oh! You Pretty Woman" - 2:50
6. "Bring it on Down to My House" - 3:29
7. "Right or Wrong" (Arthur Sizemore/Haven Gillespie/Paul Biese) - 3:10
8. "Corrina Corrina" - 3:17
9. "I'm Sitting on Top of the World" - 4:45
10. "Shame on You" (Spade Cooley) - 2:59
11. "South" (Bennie Moten/Thamon Hayes) - 3:39
12. "Won't You Ride in My Little Red Wagon" (Rex Griffin) - 3:39
13. "I'll Have Somebody Else" (Bob Wills) - 3:31

## Posición en listas
| Lista                                 | Posición |
| ------------------------------------- | -------- |
| U.S. Billboard Top Country Albums     | 13       |
| U.S. Billboard 200                    | 90       |
| U.S. Billboard Top Independent Albums | 6        |